# Sybra moczari
Sybra moczari är en skalbaggsart som beskrevs av Stefan von Breuning 1981. Sybra moczari ingår i släktet Sybra och familjen långhorningar. Inga underarter finns listade i Catalogue of Life.